# 南池袋
南池袋（日语：／ Minami-ikebukuro */?）是東京都豐島區的地名。現行行政地名為南池袋一丁目至南池袋四丁目。

## 地理
南池袋位於池袋站東南側及Green大通南側，北鄰東池袋，東接雜司谷、文京區大塚，南連目白，西通西池袋。雜司谷靈園位於南池袋四丁目，周邊多相關寺社。南池袋與東池袋是西武百貨店池袋本店、池袋PARCO、池袋購物園區（東口地下街）等池袋站東口繁華街所在地，其中南池袋一丁目為購物街，Green大通沿線為金融街。另一方面，雜司谷靈園與南池袋公園等神社佛閣與綠地眾多，其形成的寂靜環境也吸引各種學校與大學入駐。
依據東池袋地區再開發計畫，此地將建造明治通的繞道（東京都市計畫道路幹線街路環狀第5之1號線），計畫沿著都電荒川線雜司谷、高田連結新目白通。預計將可紓緩明治通的交通堵塞，但也將消滅舊街區。此外，與明治通交會、連結西口繁華街的驚嚇陸橋出口也在此地。

## 历史
原來南池袋一丁目為雜司谷六丁目，南池袋二丁目至南池袋四丁目為雜司谷四丁目。之後，雜司谷六丁目（現在的南池袋一丁目）更名為池袋東二丁目。1966年（昭和41年）實施住居表示，成立現在的南池袋一丁目至南池袋四丁目。

## 交通

### 鐵道
- 池袋站東口、南口。
  - JR線（山手線、埼京線、湘南新宿線、成田快線）
  - 東京地下鐵（丸之內線、有樂町線、副都心線）
  - 西武池袋線
  - 東武東上線
- 東池袋站（東京地下鐵有樂町線）
- 東池袋四丁目停留所、都電雜司谷停留所（都電荒川線）
  - 東池袋站、東池袋四丁目停留所位於南池袋、東池袋、雜司谷交界。
  - 都電雜司谷站停留所雖然名為「雜司谷站」，但其所在地為南池袋。

### 巴士
池袋站東口的巴士站請參照東池袋。
路線巴士
- 池袋站東口、南池袋三丁目、東京音樂大學前
  - 池65系統 - 往江古田二丁目、往練馬車庫（都營巴士）
  - 池86系統 - 澀谷站東口循環（都營巴士）
  - 宿20、宿20-1系統 - 往目白五丁目、往新宿站西口（西武巴士）
- 東池袋一丁目、東池袋四丁目（南池袋、東池袋交界）
  - 都02乙系統 - 往池袋站東口、往錦糸町站前、往一橋、往東京巨蛋城

長距離、高速巴士
- 池袋站東口（キンカ堂前）
  - 大阪線 - 大阪站前（HERBIS OSAKA（日语：ハービスOSAKA））（阪急バス）
  - 琵琶湖DREAM號（日语：びわこドリーム号） - 往濱大津（日语：浜大津）（西日本JR巴士）
  - 金澤快線號（日语：金沢エクスプレス号） - 往金澤站前（JR巴士關東）

### 道路
- 東京都道305號芝新宿王子線（明治通）
- 東京都道435號音羽池袋線（Green大通）
- 首都高速5號池袋線
- 驚嚇陸橋（日语：びっくりガード）

## 設施

### 南池袋一丁目
- 西武百貨店池袋本店
  - 池袋Loft
  - LIBRO（日语：リブロ）池袋本店（書店）
  - 無印良品池袋西武店
  - 池袋西武簡易郵便局（日语：簡易郵便局）
- 池袋PARCO
  - PLAZA（日语：プラザ (雑貨店)）、無印良品、JTB池袋PARCO內支店等
- Auntie Anne's（英语：Auntie Anne's）池袋東口店
- 唐吉訶德池袋東口站前店
- ISP（池袋購物園區） - 東口站前廣場地下街
- VIEW PLAZA（日语：びゅうプラザ）池袋站東口
- UNIQLO池袋東口店
- 瑞穗銀行池袋支店
- 商工組合中央金庫（日语：商工組合中央金庫）池袋支店
- ADIDAS Performance Center池袋店
- 松本清池袋東口店、南池袋店
- 星巴克池袋明治通店
- 河合塾（日语：河合塾）池袋校南校舍
- 驚嚇陸橋（日语：びっくりガード）
- 大都會大飯店（日语：ホテルメトロポリタン）停車場
- 法道院（日语：法道院）
- 西武控股本社（西武集團（日语：西武グループ））
- Criax（日语：クリアックス）本社（管理歌廣場（日语：歌広場）、漫畫廣場（日语：まんが広場）等連鎖店）
- Clear債權回收（日语：クリアー債権回収）本社（Criax相關企業）
- OWNDAYS（日语：オンデーズ）本社（銷售眼鏡、隱形眼鏡等）
- 國文社（日语：国文社）本社（出版社）

### 南池袋二丁目
- 東京都社會保險診療報酬支付基金
- 社會福祉法人（日语：社会福祉法人）恩賜財團東京都同胞援護會同援櫻保育園
- 南池袋二丁目A地區市街地再開發準備組合[永久]
- 南池袋郵便局
- 池袋Green通郵便局
- 三菱東京UFJ銀行池袋東口支店
- 三井住友銀行池袋東口支店
- 東京都民銀行（日语：東京都民銀行）池袋支店
- 淳久堂書店池袋本店
- 星巴克南池袋店
- Theater Green（日语：シアターグリーン）
- 南池袋公園
- 本立寺、常在寺（日语：常在寺 (豊島区)）（日蓮正宗）、砂典寺、仙行寺、盛泰寺（南池袋公園周邊）
- 本教寺、寛受院（雜司谷靈園附近）
- 中央法律專門學校
- 北京語言大學東京校
- 東京綜合理容美容専門学校（日语：東京綜合理容美容専門学校）
- SPACE DESIGN COLLEGE（日语：スペースデザインカレッジ）
- 駿台預備學校（日语：駿台予備学校）池袋校
- 代代木Seminar（日语：代々木ゼミナール）池袋校
- Bellsystem24（日语：ベルシステム24）本社（呼叫中心業最大）
- 豐國電線（日语：トヨクニ電線）本社（光纖、光纖通訊機器製造商）
- 歐姆電機（日语：オーム電機 (東京都)）本社
- 書肆山田（日语：書肆山田）本社（出版社）
- 地學團體研究會（日语：地学団体研究会）
- SRA（日语：SRA）本社（IT企業）

### 南池袋三丁目
- 東京音樂大學
  - 東京音樂大學附屬幼稚園
- 豐島區立南池袋小學校
- TAB製作（日语：TABプロダクション）（藝能事務所）
- 豐島區立南池袋保育園
- 專門學校武藏野時尚學院（日语：専門学校武蔵野ファッションカレッジ）
- 武藏野調理師專門學校（日语：武蔵野調理師専門学校）
- 武藏野營養專門學校（日语：武蔵野栄養専門学校）
- 威光稻荷神社
- 法明寺（日语：法明寺 (豊島区)）、真乘院、觀靜院
- オリナスふくろうの杜
- Felica Technical Academy（日语：フェリカテクニカルアカデミー）

### 南池袋四丁目
- 雜司谷靈園
  - 雜司谷靈園管理事務所
- 顯真寺、香教寺、寶城寺、清立院

## 備註
1. ↑  住民基本台帳による年齢別人口（平成26年7月1日現在）  的存檔，存档日期2014-12-08.

## 外部連結
- 豐島區官方網站（页面存档备份，存于）
- 東京都豐島區町會連合會